# Chiesa di San Biagio (Paternò)
L'ex chiesa di San Biagio di Paternò, in provincia di Catania, è un'antica chiesa sconsacrata, oggi ridotta a rudere fatiscente e pericolante.

## Storia e descrizione
Situata in pieno centro storico di Paternò, nei pressi del palazzo di Città (sede di rappresentanza del comune di Paternò), la sua edificazione risalirebbe al XVII secolo, epoca in cui si verificò lo spostamento dell'abitato della città dal colle alla pianura sottostante.
Deve il suo nome alla Compagnia di San Biagio, che assieme alla Congregazione dei preti del Lume, si occupava dell'istruzione religiosa dei fanciulli. La chiesa era intitolata anche a San Giovanni Battista.
Acquistato da una locale famiglia di imprenditori nel 1942,  l'edificio fu adibito a deposito per i prodotti della loro industria molitoria. Fu abbandonato nel 1984.
Dal punto di vista architettonico, la chiesa non presenta particolari elementi di rilievo, ed ha una facciata realizzata in stile rinascimentale, con unico portale sormontato da una piccola finestra, ed è costruita in pietra lavica. L'interno ha unica profonda navata e presbiterio con abside ad emiciclo.
Dal 1976 il culto di Biagio di Sebaste a Paternò è ospitato in una moderna chiesa, costruita grazie al noto benefattore Michelangelo Virgillito, in via Messina 96, nell'omonima zona "San Biagio". La parrocchia, ad oggi, presenta una grandissima affluenza di giovani che si impegnano nella comunità in diversi gruppi parrocchiali.